# بدر الدفع
بدر بن عمر الدفع سياسي ودبلوماسي قطري، التحق بالعمل الدبلوماسي في وزارة الخارجية القطرية بعد أن أنهى دراساته العليا في الولايات المتحدة الأمريكية عام 1975م، عمل بسفارة دولة قطر في واشنطن وحصل على عدة ترقيات فشغل منصب سفير لدولة قطر لدى عدد من الدول واهما الولايات المتحدة الأمريكية وفرنسا واسبانيا، فاكتسب بذلك خبرات متراكمة لسنوات طويلة جعلت منه سياسي محنك ليترقى أكثر لاحقا فحصل على درجة وكيل وزارة، يشغل السفير بدر بن عمر الدفع حالياً منصب المدير التنفيذي للتحالف العالمي للأراضي الجافة وهي منظمة دولية أطلقتها دولة قطر. وقبل هذا المنصب كان السفير الدفع مساعداً للأمين العام للأمم المتحدة، ومديراً تنفيذياً للجنة الأمم المتحدة الاقتصادية والاجتماعية لغرب آسيا.

## الموهلات العلمية
- بكالوريوس في العلوم السياسية والاقتصاد من جامعة ويسترن ميشجن- واشنطن.
- ماجستير العلوم السياسية الدولية العامة من جامعة جون هوبكتر.[2]

## الخبرات العملية
- عمل بسفارة دولة قطر في واشنطن بدرجة سكرتير أول في الفترة 1977-1981م.
- عمل بالديوان العام لوزارة الخارجية للفترة 1981-1982م.
- أول سفير لدولة قطر لدى مملكة اسبانيا عام 1982م واستمر حتى عام1988م.
- سفيراً لدولة قطر لدى جمهورية مصر العربية والمندوب الدائم لدى جامعة الدول العربية للفترة 1988-1993م.
- سفيراً لدولة قطر لدى الجمهورية الفرنسية في الفترة 1993-1995م، وسفير غير مقيم لدى كلا من اليونان وسويسرا.
- سفيراً لدولة قطر لدى روسيا الاتحادية للفترة 1995-1998م، وسفير غير مقيم لدى كلا من (فنلندا- لاتفيا- لتوانيا- إستونيا).[3]
- عمل مديراً للشؤون الأوروبية والأمريكية في الفترة 1998-2000م.
- سفيراً لدولة قطر لدى الولايات المتحدة الأمريكية والمراقب الدائم لدى منظمة الول الأمريكية للفترة 2000-2005م، وعمل سفير غير مقيم لدى المكسيك.
- عمل بالديوان العام لوزارة الخارجية للفترة 2005-2007م.
- عيّن بمنصب الأمين العام التنفيذي للجنة الأمم المتحدة الاقتصادية والاجتماعية لغرب اسيا (الاسكوا) في الفترة 2007-2010م.
- يشغل حاليا منصب المدير التنفيذي لللتحالف العالمي للأراضي الجافة، وهي مبادرة دولية ترعاها قطر.
- شارك في عدد من المؤتمرات الدولية ة الإقليمية والعربية سواء، وبخاصة ما تعلق بالديمقراطية وحوار الأديان والتجارة الحرة.
- حصل على درجة وكيل وزارة.

### الأوسمة
حصل على وسام (دوميريث) من الرئيس الفرنسي.